# Gudmund Hamrelius
Carl Erik Gudmund Hamrelius, född 23 oktober 1930 i Arboga landsförsamling, död 11 april 2022, var en svensk bokhandlare.

## Hamrelius bokhandel
Hamrelius arbetade som bokhandlare i omkring 70 år, mot slutet som nätbokhandlare. Från och med slutet av 1970-talet arbetade han i Malmö. Där drev han Hamrelius bokhandel, grundad 1992 i Hansacompagniet. Butiken flyttades till Södergatan 2004 och senare till Caroli city. Den såldes till Hoi förlag 2015 och stängdes slutligen 2016.